# Трайзен (Німеччина)
Трайзен (нім. Traisen) — громада в Німеччині, розташована в землі Рейнланд-Пфальц. Входить до складу району Бад-Кройцнах. Складова частина об'єднання громад Бад-Мюнстер-ам-Штайн-Ебернбург.
Площа — 2,85 км2. Населення становить 592 ос. (станом на 31 грудня 2020).

## Галерея

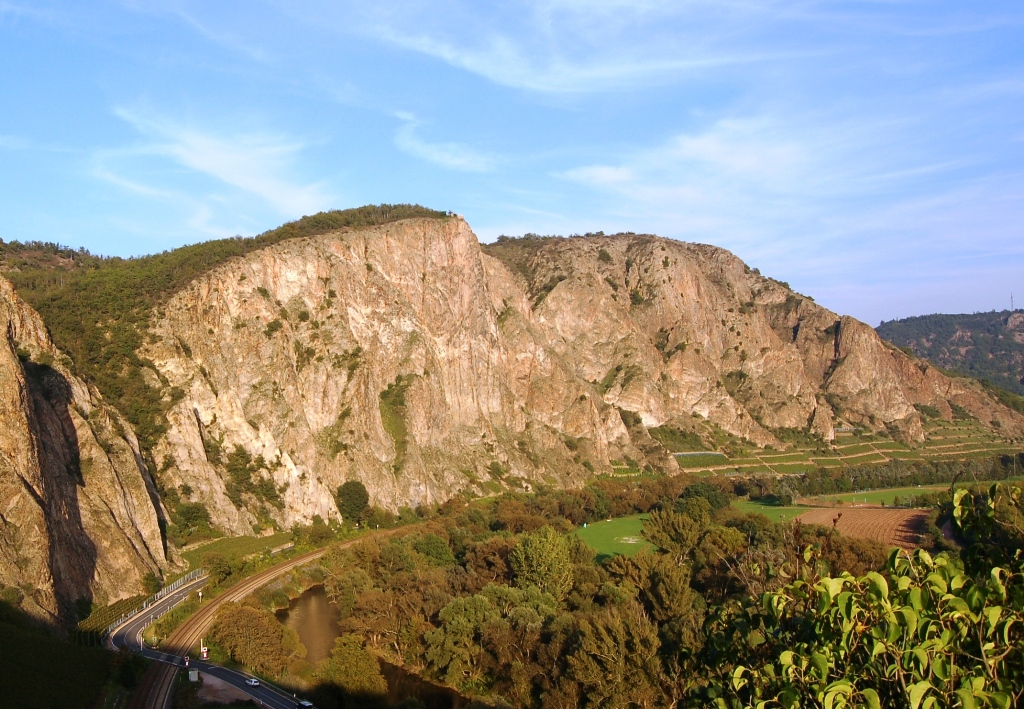